# Alchemilla czywczynensis
Alchemilla czywczynensis é uma espécie de rosácea do gênero Alchemilla, pertencente à família Rosaceae.